# 加斯东·梅西耶
加斯东·梅西耶（法語：Gaston Mercier，1932年6月5日—1974年7月4日），法国男子赛艇运动员。他曾代表法国参加1952年、1956年和1960年夏季奥林匹克运动会赛艇比赛，共获得一枚金牌和一枚铜牌。